# Championnats du monde de cross-country 1995
Navigation
Édition précédente Édition suivante
Les 23e Championnats du monde de cross-country IAAF  se sont déroulés le 25 mars 1995 à Durham en Angleterre.

## Parcours
Les distances parcourues sont 12,02 km pour la course senior masculine, 6,47 km pour la course senior féminine, 8,47 km pour la course junior masculine, et 4,47 km pour la course junior féminine.

## Résultats

### Cross long homme

#### Individuel
| Place              | Athlète            | Pays       | Temps |
| ------------------ | ------------------ | ---------- | ----- |
| Médaille d'or      | Paul Tergat        | Kenya      | 34:05 |
| Médaille d'argent  | Ismael Kirui       | Kenya      | 34:13 |
| Médaille de bronze | Salah Hissou       | Maroc      | 34:14 |
| 4                  | Haile Gebrselassie | Éthiopie   | 34:26 |
| 5                  | Brahim Lahlafi     | Maroc      | 34:34 |
| 6                  | Paulo Guerra       | Portugal   | 34:38 |
| 7                  | James Songok       | Kenya      | 34:41 |
| 8                  | Simon Chemoiywo    | Kenya      | 34:46 |
| 9                  | Todd Williams      | États-Unis | 34:47 |
| 10                 | Martín Fiz         | Espagne    | 34:50 |

#### Équipes
| Médaille | Athlètes | Points  |
| Or       | Kenya Paul Tergat (1e) Ismael Kirui (2e) James Songok (7e) Simon Chemoiywo (8e) Julius Ondieki (15e) William Kiptum (29e)                | 62 pts  |
| Argent   | Maroc Salah Hissou (3e) Brahim Lahlafi (5e) Elarbi Khattabi (11e) Abdelaziz Sahere (12e) Hammou Boutayeb (39e) Mustapha Bamouh (41e)     | 111 pts |
| Bronze   | Espagne Martín Fiz (10e) José Manuel García (13e) José Carlos Adán (18e) Antonio Serrano (19e) Alejandro Gómez (28e) Antonio Pérez (32e) | 120 pts |

### Course juniors hommes

#### Individuel
| Médaille | Athlète              | Temps       |
| Or       | Assefa Mezgebu (ETH) | 24 min 12 s |
| Argent   | Dejene Lidetu (ETH)  | 24 min 14 s |
| Bronze   | David Chelule (KEN)  | 24 min 16 s |

#### Équipes
| Médaille | Athlètes | Points |
| Or       | Kenya    | 23 pts |
| Argent   | Éthiopie | 25 pts |
| Bronze   | Maroc    | 72 pts |

### Cross long femmes

#### Individuel
| Médaille | Athlète                   | Temps       |
| Or       | Derartu Tulu (ETH)        | 20 min 21 s |
| Argent   | Catherina McKiernan (IRL) | 20 min 29 s |
| Bronze   | Sally Barsosio (KEN)      | 20 min 39 s |

#### Équipes
| Médaille | Athlètes                                                                                  | Points |
| Or       | Kenya Sally Barsosio (3e) Margaret Ngotho (4e) Rose Cheruiyot (8e) Catherine Kirui (11e)  | 26 pts |
| Argent   | Éthiopie Derartu Tulu (1e) Gete Wami (5e) Merima Denboba (7e) Askale Bereda (25e)         | 38 pts |
| Bronze   | Roumanie Gabriela Szabo (10e) Tudorita Chidu (22e) Elena Fidatof (23e) Iulia Negura (29e) | 84 pts |

### Cross Junior Femmes

#### Individuel
| Médaille | Athlète                | Temps       |
| Or       | Annemari Sandell (FIN) | 14 min 04 s |
| Argent   | Jebiwot Keitany (KEN)  | 14 min 09 s |
| Bronze   | Nancy Kipron (KEN)     | 14 min 17 s |

#### Équipes
| Médaille | Athlètes | Points |
| Or       | Kenya    | 18 pts |
| Argent   | Éthiopie | 31 pts |
| Bronze   | Japon    | 56 pts |